# 天野健太郎
天野 健太郎（あまの けんたろう、1971年5月6日 - 2018年11月12日）は、日本の台湾文学翻訳家。

## 略歴
愛知県岡崎市生まれ。岡崎市立大樹寺小学校、岡崎市立岩津中学校卒業。1990年、愛知県立岡崎高等学校卒業。1996年、京都府立大学文学部文学科(国文学・中国文学専攻)卒業。
1999年、蔡明亮（ツァイ・ミンリャン）監督の映画『Hole-洞』 を見たことがきっかけで台湾に目が向く。まずは中国語を習得するために、2000年より国立台湾師範大学国語中心、国立北京語言大学人文学院に入学。
帰国後は中国語通訳、会議通訳として活動。また、聞文堂LLC代表として台湾書籍を紹介する。台湾書籍を日本語で紹介するウェブサイト「もっと台湾」を主宰。2016年、呉明益の『歩道橋の魔術師』が日本翻訳大賞の最終候補となる。
2018年11月12日、47歳で膵臓がんのため死去。

## 翻訳
- 龍應台『台湾海峡一九四九』白水社 2012
- 張妙如, 徐玫怡『交換日記』東洋出版 2013
- 猫夫人『猫楽園』イースト・プレス 2013
- 陳柔縉『日本統治時代の台湾 写真とエピソードで綴る1895〜1945』PHP研究所 2014
- 呉明益『歩道橋の魔術師』(エクス・リブリス) 白水社 2015
- 龍應台『父を見送る 家族、人生、台湾』白水社 2015
- 猫夫人『店主は、猫 台湾の看板ニャンコたち』小栗山智共訳. WAVE出版 2016
- 鄭鴻生『台湾少女、洋裁に出会う 母とミシンの60年』紀伊國屋書店 2016
- ジミー・リャオ作・絵『星空』トゥーヴァージンズ 2017
- 陳浩基『13・67』文藝春秋 2017
- ジミー・リャオ 作『おなじ月をみて』ブロンズ新社 2018
- 呉明益『自転車泥棒』文藝春秋、2018